# 서울 수국사 아미타불도
서울 수국사 아미타불도(서울 守國寺 阿彌陀佛圖)는 서울특별시 은평구 구산동, 수국사에 있는 대한제국시대의 불화이다. 2007년 12월 27일 서울특별시의 유형문화재 제242호로 지정되었다.

## 개요
1907년에 편수 보암긍법(普庵肯法), 두흠(斗欽), 금어 봉감(奉鑑), 법연(法沿)범천(梵天) 등이 조성한 아미타후불화로, 대시주인 강문환ㆍ강재희가 황명을 받들어 황제, 황태자, 태자비, 귀비 엄씨, 의친왕과 비, 영친왕 등의 성수만세(聖壽萬歲)를 기원하며 제작한 것이다.
화면의 중앙의 아미타불을 중심으로 8대보살과 10대제자, 사천왕, 팔부중, 천인 등이 화면 가득 배치되어 있다. 아미타불은 수미좌 위의 청련의 연꽃대좌 위에 하품중생인(下品中生印)을 짓고 결가부좌하였는데, 갸름한 얼굴에 가는 눈썹과 눈, 좁은 입, 높게 솟은 육계가 특징적이다. 불신(佛身)은 어깨가 넓어 건장하면서도 장대해 보이는데, 붉은 대의에는 원형의 화문이 시문되었으며 옷깃에도 연화문이 화려하게 시문되었다. 신광의 내부를 금박으로 처리하여 마치 여래의 몸에서 금색의 빛이 뻗어나오는 듯한 느낌을 준다. 아미타불의 좌우로는 관세음보살과 대세지보살을 비롯한 8구의 보살들이 표현되어 있는데, 관세음보살과 대세지보살 외의 보살은 입상으로 표현되었다. 관세음보살과 대세지보살은 화관에 화불(化佛)과 사리병이 묘사되어 있으며 한 쪽 무릎을 세워 손을 편안히 내린 자세인데 본존과 같은 금색의 신광을 지니고 있어 좌우협시임을 표현하였다. 화면 아래 중앙에 마주보고 서있는 문수보살과 보현보살은 각각 여의와 백련을 들고 있으며, 나머지 보살은 본존을 향해 상반신을 드러낸 채 합장하고 서있는데, 여덟 보살 중에 지장보살은 보이지 않는다. 보살들은 큰 커다란 보관에 화려한 천의 등으로 아미타불과 함께 매우 화려한 모습을 보이고 있다.
보살의 위로는 아난과 가섭존자를 비롯한 10대 제자가 상반신만 드러낸 채 합장 또는 정병, 여의 등을 들고 있다. 일률적으로 채색된 불, 보살들과 달리 윤곽선 주변에 음영을 표현하여 입체적이면서도 사실적인 느낌을 준다. 제자의 좌우에는 용의 뿔을 들고 있는 용왕과 석류 등 공양물이 든 과반을 받쳐 든 용녀, 사자관과 코끼리관을 쓴 팔부중, 금강신 등이 표현되었다. 화면의 하단에는 사천왕이 묘사되었는데, 4구 모두 전신을 드러낸 채 왼쪽에는 비파와 검을 든 천왕, 오른쪽에는 당번과 탑을 든 천왕이 배치되어 있다. 신체는 다소 짧은 편이지만 귀면문(鬼面文), 수면문(獸面文) 등이 그려진 복갑(腹甲)을 차고 있으며, 금문으로 장식된 갑옷 등이 매우 화려하면서도 번잡해 보인다.
채색은 적색과 녹색, 흰색, 청색, 금색 등이 주조를 이루고 있는데, 아미타삼존의 신광 내부를 비롯하여 권속의 옷 등에 금박과 금니를 사용하여 매우 화려해 보인다. 원색에 가까운 청색도 사용하고 있으나 본존의 연화대좌와 사천왕 등의 옷 일부에 적절하게 사용함으로서 다른 색들과 잘 조화를 이루고 있다. 권속들의 옷에 시문된 금니의 문양 역시 다양하면서도 화려하다. 필선은 철선묘를 사용하여 안정된 필치를 구사하고 있으며, 제자와 사천왕 등에서는 윤곽선 안쪽에 선염을 가하여 입체감을 강조하였다.
한편, 화기는 화면 하단 중앙이 아니라 화면의 좌우 가장자리에 적혀있다. 왼쪽에는 주상전하 성수만세 등의 발원축수 내용이 적혀있으며 오른쪽에 연화질과 시주질을 적었다. 화기에 의하면 수국사에서는 1907년 2월 7일에 총 13점의 불화, 즉 대웅전 상단탱(大雄殿 上壇幀)과 대료(大寮)의 상단탱(上壇幀)ㆍ영산탱ㆍ독성탱ㆍ칠성탱ㆍ구품탱ㆍ중단탱ㆍ감로탱ㆍ산신탱ㆍ신중탱(2)ㆍ현왕탱ㆍ조왕탱(竈王幀)을 조성, 봉안했다고 기록되어 있으나 현재는 아미타후불탱, 십육나한탱, 구품탱, 감로탱, 신중탱, 현왕탱 등 6점 만이 남아있다. 따라서 이 불화는 아마도 대료(大寮)의 상단탱(上壇幀)으로 조성되었던 듯하다.
이 불화는 구 한말 왕실발원 불화의 대표적인 작품으로서 전제적으로 안정감 있는 구도와 다양하고 화려한 문양, 능숙하고 섬세한 필치가 돋보이며 구한말 서울지역에서 활동하던 대표적인 화승인 보암긍법과 두흠, 봉감 등이 참여하여 그린 작품이다.

## 화기
<畵記>

(向右)

上祝大施主奉 命臣姜文煥 姜在喜 至心奉祝

大皇帝陛下壬子生李氏 天軆安寧聖壽萬歲

皇太子殿下甲戌生李氏 玉軆安寧聖壽千歲

皇太子妃殿下甲午生尹氏 寶軆安寧鶴壽無窮

皇貴妃殿下甲寅生嚴氏 寶壽康寧如山若海

義親王殿下丁丑生李氏 寶軆葆光睿壽千秋

義親王妃殿下庚辰生金氏 寶軆康寧睿壽齊年

英親王殿下丁酉生李氏 寶軆泰平睿壽千秋

皇圖鞏固 風雨持若

佛日增輝 法輪常轉

監董 金鍾聲

     元馹常

(向左)

大韓光武十一年丁未二月初七日神供點眼于

三月初五日奉安于三角山守國寺

緣化所秩

證明 含影法曇

     玩海聖淳

     東峰義根

     愚堂定荷

     聾山啓洵

     布光暎遂

片手 普菴肯法

片手     斗欽

金魚 慧杲奉鑑

         法沿

         梵天

誦呪比丘 永燮

         敬雲持殿大輪開雲

鍾頭 念旿

都監 楓谷義法

         應泰

別座     映荷

供司     廣訓

○○     奇演

別供     慧元

茶角     守仁

淨桶 鄭萬石

火臺 洪萬守

化主 月初巨淵

大雄殿 上壇幀

大寮   上壇幀

       靈山幀

       獨聖幀

       七星幀

       九品幀

       中壇幀

       甘露幀

       山神幀

       神衆幀

       神衆幀

       現王幀

       竈王幀

       合十三幀

同苦畵員

繼恩奉法

梵華禎雲

錦雲正基

雲湖在悟

在元

尙恩

尙旿

琦淀

幸彦

炫祥

宗玟

元尙

## 현지 안내문

### 한글 설명
수국사 아미타불도

守國寺 阿彌陀佛圖

서울특별시 유형문화재 제242호

아미타불도는 불교의 이상향인 극락에서 가르침을 전하는 아미타불을 그린 불화이다. 수국사 아미타불도는 구한말 서울에서 활동하던 대표적인 불화승 보암긍법(普庵肯法)과 두흠(斗欽), 봉감(奉鑑) 등이 참여하여 그린 작품으로, 가운데 아미타불을 중심으로 팔대보살과 십대제자, 사천왕, 팔부중, 천인 등 여러 인물이 가득히 그려져 있다.
아미타불은 연꽃이 새겨진 자리 위에 앉아 있으며, 갸름한 얼굴에 눈썹과 눈이 가늘며, 입이 좁고, 머리 위로 육계*가 높이 솟아 있다. 아미타불의 겉옷인 붉은 대의에는 동그란 꽃무늬가 있고 옷깃에는 연꽃무늬가 그려져 있어 화려해 보인다. 아미타불 양쪽에는 관세음보살과 대세지보살을 비롯한 여덟 보살이 보석으로 장식한 관을 쓰고 화려한 천의를 걸치고 있다. 보살 위쪽에는 아난과 가섭존자를 비롯한 십대제자가 있는데, 이들은 부처나 보살들과는 달리 윤곽선 주변에 음영을 표현하여 입체적이고 사실적으로 보인다. 채색에는 짙은 붉은색과 초록색, 흰색, 파란색, 금색을 주로 사용했으며, 특히 아미타불과 양쪽 두 보살의 신광(부처의 몸에서 나오는 빛)을 비롯해 사천왕의 갑옷에 금박과 금니(아교에 개어 만든 금박 가루)를 사용해 화려함을 더하였다.
1907년 강문환, 강재희가 고종황제의 후궁인 엄비의 후원으로 고종황제, 영친왕과 의친왕 부부를 위하여 아미타불도, 십육나한도, 극락구품도, 감로도, 신중도, 현왕도 등 모두 13점의 불화를 제작하여 수국사에 모셨다. 수국사 아미타불도는 구한말 왕실이 발원하여 그린 불화 가운데 대표적인 작품으로 안정적인 구도와 다양하고 화려한 무늬, 능숙하고 섬세한 필치가 돋보인다.

### 영문 설명
Buddhist Painting of Suguksa Temple (Amitabha Buddha)

Seoul Tangible Cultural Heritage No. 242

This Buddhist painting portrays Amitabha (Buddha of Western Paradise) in the center, with eight bodhisattvas, ten principal disciples, four guardian kings, and others. 
It is one of the 13 paintings kept at Suguksa Temple, which were produced in 1907 by a royal order to pray for the well-being and longevity of the royal family of the Joseon dynasty (1392-1910). Renowned monk painters at that time, including Geungbeop, Duheum, and Bonggam, participated in its production.

## 참고 자료
- 수국사 아미타불도 - 국가유산청 국가유산포털